# Williamsburg (Pensilvania)
Williamsburg es un borough ubicado en el condado de Blair en el estado estadounidense de Pensilvania. En el año 2000 tenía una población de 1.345 habitantes y una densidad poblacional de 1.345 personas por km².

## Geografía
Williamsburg se encuentra ubicado en las coordenadas 40°27′42″N 78°12′14″O / 40.46167, -78.20389.

## Demografía
Según la Oficina del Censo en 2007 los ingresos medios por hogar en la localidad eran de $29,375 y los ingresos medios por familia eran $37,717. Los hombres tenían unos ingresos medios de $28,681 frente a los $20,526 para las mujeres. La renta per cápita para la localidad era de $14,019. Alrededor del 12.4% de la población estaba por debajo del umbral de pobreza.